# Bouin, Vendée
Bouin (bretonska: Bonn) är en kommun i departementet Vendée i regionen Pays de la Loire i västra Frankrike. Kommunen ligger i kantonen Beauvoir-sur-Mer som tillhör arrondissementet Les Sables-d'Olonne. År 2022 hade Bouin 2 169 invånare.

## Befolkningsutveckling
Antalet invånare i kommunen Bouin
| Referens: INSEE |